# Bruinborstbriljantkolibrie
De bruinborstbriljantkolibrie (Heliodoxa rubinoides) is een vogel uit de familie Trochilidae (kolibries).

## Verspreiding en leefgebied
Deze soort komt voor van Colombia tot Peru en telt drie ondersoorten:
- H. r. rubinoides: centraal en oostelijk Colombia.
- H. r. aequatorialis: westelijk Colombia en westelijk Ecuador.
- H. r. cervinigularis: oostelijk Ecuador en oostelijk Peru.